# Iglesia de Hove

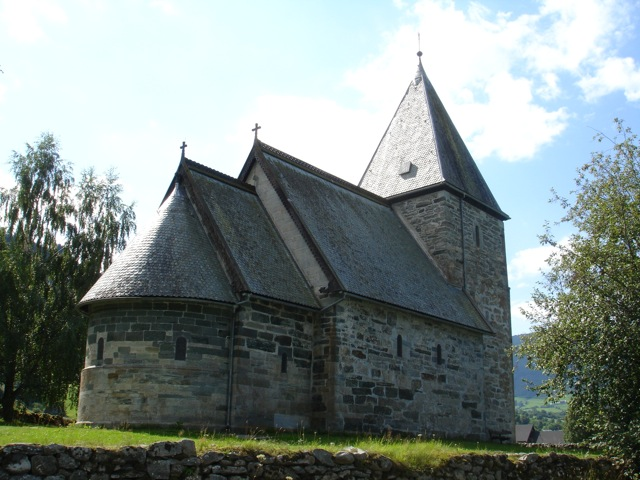
La iglesia de Hove.

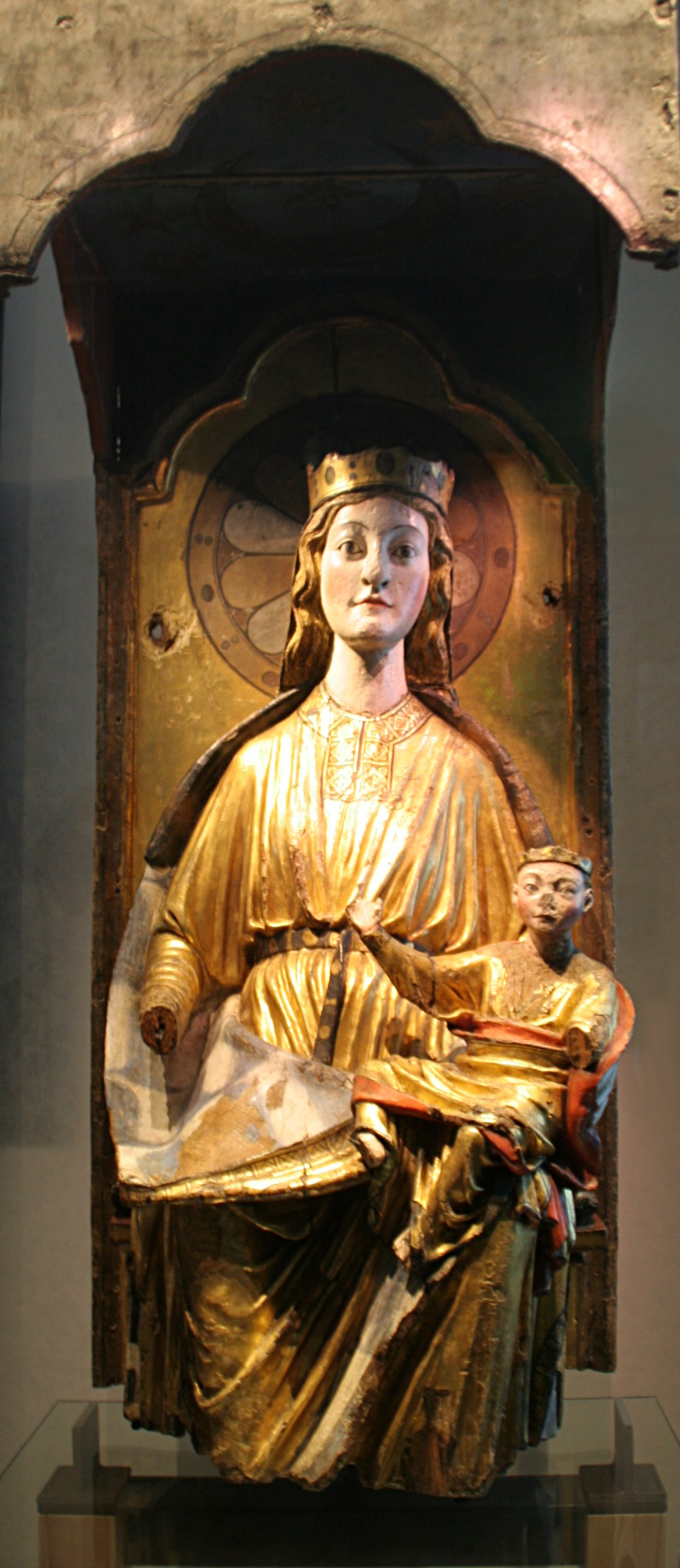
La Madonna, hoy en el Museo de Bergen.

La iglesia de Hove es una antigua y pequeña iglesia románica en el municipio de Vik, provincia de Sogn og Fjordane, en Noruega. Se considera de finales del siglo XII.
Toma su nombre de la vieja granja de Hove, lugar que por sus hallazgos arqueológicos ha sido considerado un sitio relevante de la antigua religión nórdica.
Está construida con bloques de piedra; su planta consiste de una nave única con torre occidental cuadrada, y en el oriente un pequeño coro rectangular con ábside. El portal principal se ubica en el occidente, en la base de la torre; hay dos portales más, uno en la nave y otro en el coro, ambos en el costado sur.
La iglesia estuvo a punto de ser demolida en la década de 1880. El arquitecto Peter Blix, que entonces se ocupaba de la remodelación del Salón de Haakon IV en Bergen, recibió una oferta de piedra de un comerciante del municipio de Vik. Al enterarse de que el material provendría de la iglesia, el arquitecto compró ésta y decidió restaurarla con recursos propios.
Blix retiró todos los elementos de remodelaciones ajenas a la Edad Media, e intentó restaurar la iglesia en su aparencia original. Utilizó obras de arte medievales como modelo para decorar los muros de la iglesia e inclusive colocar vitrales en las ventanas. Para la restauración del exterior, utilizó esteatita, y el portal occidental fue restaurado completamente, con arquivoltas decoradas en zig-zag.
Cuando Blix falleció en 1901, fue sepultado bajo el suelo de la iglesia de Hove. En su testamento, cedió el inmueble a la Sociedad para la Conservación de Monumentos Antiguos Noruegos, quien es el propietario actual.
El altar es de piedra, original de la Edad Media. En el arco del triunfo hay un crucifijo datado de los años 1880. El Museo de Bergen hay una Madonna de gran calidad tallada en madera de encino, una obra de la primera mitad del siglo XIII. Esta Madonna estuvo en un tiempo en el interior de la iglesia de Hove, aunque no se sabe si este fue su lugar original o si procede en realidad de la cercana iglesia de madera de Hopperstad.